# 1995 a filmművészetben
1995 a filmművészetben az alábbiak miatt jelentős:

## Események
- november 1. – Felszámolják a magyar filmgyártás egyik nagy múltú telephelyét, a budapesti Könyves Kálmán körúti filmgyárat, amely egykor a Magyar Filmiroda, majd a Magyar Híradó és a Movi stúdióinak adott otthont.
- december 12. – az Európai Filmakadémia a francia költői realizmus nagyságának, Marcel Carnénak (†1996) ítéli a Félix életműdíjat.

## Sikerfilmek
| #  | cím                             | stúdió    | összbevétel  | észak-amerikai bevétel | gyártási költség |
| -- | ------------------------------- | --------- | ------------ | ---------------------- | ---------------- |
| 1  | Die Hard – Az élet mindig drága | Fox       | $366 101 666 | $100 012 499           | $90 000          |
| 2  | Toy Story – Játékháború         | Disney    | $361 958 736 | $191 796 233           | $30 000          |
| 3  | Apolló 13                       | Universal | $355 237 933 | $173 837 933           | $62 000          |
| 4  | Aranyszem                       | MGM       | $352 194 034 | $106 429 941           | $58 000          |
| 5  | Pocahontas                      | Disney    | $346 079 773 | $141 579 773           | $55 000          |
| 6  | Mindörökké Batman               | Warner    | $336 531 112 | $184 031 112           | $100 000         |
| 7  | Hetedik                         | New Line  | $327 311 859 | $100 125 643           | $33 000          |
| 8  | Casper                          | Universal | $287 928 194 | $100 328 194           | $55 000          |
| 9  | Waterworld – Vízivilág          | Universal | $264 218 220 | $88 246 220            | $175 000         |
| 10 | Jumanji                         | Sony      | $262 797 249 | $100 475 249           | $65 000          |

## Filmbemutatók

### Magyar filmek
| Cím                            | Rendező              |
| ------------------------------ | -------------------- |
| Boldog lovak                   | Szőke András         |
| Csókkal és körömmel            | Szomjas György       |
| Ecotopia                       | Reisenbüchler Sándor |
| Esti Kornél csodálatos utazása | Pacskovszky József   |
| Európa messze van              | Kabay Barna          |
| Ez van, Azarel!                | Sára Júlia           |
| A Fantom ász                   | Czencz József        |
| Gyilkosság zárójelben          | Györik Mihály        |
| Jobban szeretnék élni          | Kőszegi Edit         |
| A KGB alkonya                  | Tóth Tamás           |
| A kisbaba reggelije            | Szirtes András       |
| Különböző helyek               | Fésős András         |
| Megint tanú                    | Bacsó Péter          |
| A részleg                      | Gothár Péter         |
| A törvénytelen                 | András Ferenc        |
| Változások gyermekei           | Gere Mara            |
| Vörös Colibri                  | Böszörményi Zsuzsa   |

### Észak-amerikai, országos bemutatók
január – december
| Magyar cím                                        | Eredeti cím                                                | Rendező                              | Stúdió / Forgalmazó    | [ 10 ] |
| ------------------------------------------------- | ---------------------------------------------------------- | ------------------------------------ | ---------------------- | ------ |
| 12 majom                                          | Twelve Monkeys                                             | Terry Gilliam                        | Universal Pictures     |        |
| Ace Ventura 2. – Hív a természet                  | Ace Ventura: When Nature Calls                             | Steve Oedekerk                       | Warner Bros.           |        |
| Adatrablók                                        | Hackers                                                    | Iain Softley                         | Metro-Goldwyn-Mayer    |        |
| Áldatlan állapotban                               | Nine Months                                                | Chris Columbus                       | 20th Century Fox       |        |
| Aludj csak, én álmodom                            | While You Were Sleeping                                    | Jon Turteltaub                       | Buena Vista            |        |
| Az angol, aki dombra ment fel, de hegyről jött le | The Englishman Who Went Up a Hill But Came Down a Mountain | Christopher Monger                   | Miramax Films          |        |
| Az angyalok háborúja                              | The Prophecy                                               | Gregory Widen                        | Dimension Films        |        |
| Apolló 13                                         | Apollo 13                                                  | Ron Howard                           | Universal Pictures     |        |
| Aranyszem                                         | GoldenEye                                                  | Martin Campbell                      | Metro-Goldwyn-Mayer    |        |
| Arc                                               | Powder                                                     | Victor Salva                         | Buena Vista            |        |
| Babe                                              | Babe                                                       | Chris Noonan                         | Universal Pictures     |        |
| Bad Boys – Mire jók a rosszfiúk?                  | Bad Boys                                                   | Michael Bay                          | Sony Pictures          |        |
| Baráti kör                                        | Circle of Friends                                          | Pat O’Connor                         | Savoy Pictures         |        |
| Bárhol, bármit, bármikor…ha akarod                | Boys on the Side                                           | Herbert Ross                         | Warner Bros.           |        |
| Bármi áron                                        | Losing Isaiah                                              | Stephen Gyllenhaal                   | Paramount Pictures     |        |
| Balto                                             | Balto                                                      | Simon Wells                          | Universal Pictures     |        |
| Bébicsőszök klubja                                | The Baby-sitters Club                                      | Melanie Mayron                       | Sony Pictures          |        |
| Bérgyilkosok                                      | Assassins                                                  | Richard Donner                       | Warner Bros.           |        |
| A Brady család                                    | The Brady Bunch Movie                                      | Betty Thomas                         | Paramount Pictures     |        |
| Bunkókáim – Belefonódtam a telefonomba            | The Jerky Boys                                             | James Melkonian                      | Buena Vista            |        |
| Casino                                            | Casino                                                     | Martin Scorsese                      | Universal Pictures     |        |
| Casper                                            | Casper                                                     | Brad Silberling                      | Universal Pictures     |        |
| Csendszimfónia                                    | Mr. Holland's Opus                                         | Stephen Herek                        | Buena Vista            |        |
| Démon lovag                                       | Demon Knight                                               | Ernest R. Dickerson és Gilbert Adler | Universal Pictures     |        |
| Desperado                                         | Desperado                                                  | Robert Rodríguez                     | Sony Pictures          |        |
| Die Hard – Az élet mindig drága                   | Die Hard With a Vengeance                                  | John McTiernan                       | 20th Century Fox       |        |
| Billy Madison – A dilidiák                        | Billy Madison                                              | Tamra Davis                          | Universal Pictures     |        |
| Dolores Claiborne                                 | Dolores Claiborne                                          | Taylor Hackford                      | Sony Pictures          |        |
| Don Juan DeMarco                                  | Don Juan DeMarco                                           | Jeremy Leven                         | New Line Cinema        |        |
| Drakula halott és élvezi                          | Dracula: Dead and Loving It                                | Mel Brooks                           | Sony Pictures          |        |
| Dredd bíró                                        | Judge Dredd                                                | Danny Cannon                         | Buena Vista            |        |
| A Dumbo hadművelet                                | Operation Dumbo Drop                                       | Simon Wincer                         | Buena Vista            |        |
| Egy igaz ügy                                      | Just Cause                                                 | Arne Glimcher                        | Warner Bros.           |        |
| Egy kölyök Arthur király udvarában                | A Kid in King Arthur’s Court                               | Arne Michael Gottlieb                | Buena Vista            |        |
| Elátkozottak faluja                               | Village of the Damned                                      | John Carpenter                       | Universal Pictures     |        |
| Az első lovag                                     | First Knight                                               | Jerry Zucker                         | Sony Pictures          |        |
| Én és a gorillám                                  | Born to Be Wild                                            | John Gray                            | Warner Bros.           |        |
| Értelem és érzelem                                | Sense and Sensibility                                      | Ang Lee                              | Sony Pictures          |        |
| Eszelős szerelem                                  | Mad Love                                                   | Antonia Bird                         | Buena Vista            |        |
| Fekete Amerika                                    | White Man's Burden                                         | Desmond Nakano                       | Savoy Pictures         |        |
| Felejtsd el Párizst!                              | Forget Paris                                               | Billy Crystal                        | Sony Pictures          |        |
| Francia csók                                      | French Kiss                                                | Lawrence Kasdan                      | 20th Century Fox       |        |
|                                                   | Gold Diggers: Secret of Bear Mountain                      | Kevin James Dobson                   | Universal Pictures     |        |
| Goofy                                             | A Goofy Movie                                              | Jason Marsden                        | Buena Vista            |        |
| Gyorsabb a halálnál                               | The Quick and the Dead                                     | Sam Raimi                            | Sony Pictures          |        |
| Halloween 6. – Az átok beteljesül                 | Halloween: The Curse of Michael Myers                      | Joe Chappelle                        | Dimension Films        |        |
| Halott pénz                                       | Dead Presidents                                            | Albert és Allen Hughes               | Buena Vista            |        |
| A hálózat csapdájában                             | The Net                                                    | Irwin Winkler                        | Sony Pictures          |        |
| Három kívánság                                    | Three Wishes                                               | Martha Coolidge                      | Savoy Pictures         |        |
| Hegylakó 3. – A mágus                             | Highlander 3: The Final Dimension                          | Andrew Morahan                       | Miramax Films          |        |
| Hetedik                                           | Seven                                                      | David Fincher                        | New Line Cinema        |        |
| Hirtelen halál                                    | Sudden Death                                               | Peter Hyams                          | Universal Pictures     |        |
| A Hold színei                                     | Moonlight and Valentino                                    | David Anspaugh                       | Gramercy Pictures      |        |
| Holtidő                                           | Nick of Time                                               | John Badham                          | Paramount Pictures     |        |
| Az igazira várva                                  | Waiting to Exhale                                          | Forest Whitaker                      | 20th Century Fox       |        |
| Indián a szekrényben                              | The Indian in the Cupboard                                 | Frank Oz                             | Paramount Pictures     |        |
| Irány a Mississippi!                              | The Cure                                                   | Peter Horton                         | Universal Pictures     |        |
| Jade                                              | Jade                                                       | William Friedkin                     | Paramount Pictures     |        |
| Johnny Mnemonic – A jövő szökevénye               | Johnny Mnemonic                                            | Robert Longo                         | Sony Pictures          |        |
| Jumanji                                           | Jumanji                                                    | Joe Johnston                         | Sony Pictures          |        |
| Kampókéz 2.                                       | Candyman: Farewell to the Flesh                            | Bill Condon                          | Gramercy Pictures      |        |
| Kék ördög                                         | Devil in a Blue Dress                                      | Carl Franklin                        | Sony Pictures          |        |
| Kerek világ                                       | Angus                                                      | Patrick Read Johnson                 | New Line Cinema        |        |
| Kettőn áll a vásár                                | It Takes Two                                               | Andy Tennant                         | Warner Bros.           |        |
| Ki az úr a házban?                                | Man of the House                                           | James Orr                            | Buena Vista            |        |
| A Kincses-sziget kalózai                          | Cutthroat Island                                           | Renny Harlin                         | Metro-Goldwyn-Mayer    |        |
| Ki nevet a végén?                                 | Destiny Turns on the Radio                                 | Jack Baran                           | Savoy Pictures         |        |
| A kis hercegnő                                    | A Little Princess                                          | Alfonso Cuarón                       | Warner Bros.           |        |
| Kis simli, nagy simli                             | Steal Big, Steal Little                                    | Andrew Davis                         | Savoy Pictures         |        |
| Kongó                                             | Congo                                                      | Frank Marshall                       | Paramount Pictures     |        |
| Kőagy őrnagy                                      | Major Payne                                                | Nick Castle                          | Universal Pictures     |        |
| Kőkemény igazság                                  | Jury Duty                                                  | John Fortenberry                     | Sony Pictures          |        |
| Közönséges bűnözők                                | The Usual Suspects                                         | Bryan Singer                         | Gramercy Pictures      |        |
| Kurta farkú szerencse                             | Gordy                                                      | Mark Lewis                           | Miramax Films          |        |
| Kutyavilág                                        | Fluke                                                      | Carlo Carlei                         | Metro-Goldwyn-Mayer    |        |
|                                                   | Last of the Dogmen                                         | Tab Murphy                           | Savoy Pictures         |        |
| Las Vegas, végállomás                             | Leaving Las Vegas                                          | Mike Figgis                          | Metro-Goldwyn-Mayer    |        |
| A látszat öl                                      | Lord of Illusions                                          | Clive Barker                         | Metro-Goldwyn-Mayer    |        |
| A lény                                            | Species                                                    | Roger Donaldson                      | Metro-Goldwyn-Mayer    |        |
| Majd’ megdöglik érte                              | To Die For                                                 | Gus Van Sant                         | Sony Pictures          |        |
| A mángorló                                        | The Mangler                                                | Tobe Hooper                          | New Line Cinema        |        |
| Megérint a halál                                  | Kiss of Death                                              | Barbet Schroeder                     | 20th Century Fox       |        |
| Megoldatlan egyenletek                            | Higher Learning                                            | John Singleton                       | Sony Pictures          |        |
| Még zöldebb a szomszéd nője                       | Grumpier Old Men                                           | Howard Deutch                        | Warner Bros.           |        |
| Ments meg, Uram!                                  | Dead Man Walking                                           | Tim Robbins                          | Gramercy Pictures      |        |
| Mesebeli vadnyugat                                | Tall Tale                                                  | Jeremiah S. Chechik                  | Buena Vista            |        |
| Mindörökké Batman                                 | Batman Forever                                             | Joel Schumacher                      | Warner Bros.           |        |
| Mintamókus                                        | Bushwhacked                                                | Greg Beeman                          | 20th Century Fox       |        |
| Mortal Kombat                                     | Mortal Kombat                                              | Paul W. S. Anderson                  | New Line Cinema        |        |
| Muriel esküvője                                   | Muriel's Wedding                                           | P. J. Hogan                          | Miramax Films          |        |
| Nagypályások                                      | The Big Green                                              | Holly Goldberg Sloan                 | Buena Vista            |        |
| Nehézfiúk                                         | Heavy Weights                                              | Steven Brill                         | Buena Vista            |        |
| Nepperek                                          | Clockers                                                   | Spike Lee                            | Universal Pictures     |        |
| Nixon                                             | Nixon                                                      | Oliver Stone                         | Buena Vista            |        |
| Óvakodj az idegentől!                             | Never Talk to Strangers                                    | Peter Hall                           | Sony Pictures          |        |
| Örömapa 2.                                        | Father of the Bride Part II                                | Charles Shyer                        | Buena Vista            |        |
| Az őrület fészke                                  | Murder in the Fist                                         | Marc Rocco                           | Warner Bros.           |        |
| Az őrület torkában                                | In the Mouth of Madness                                    | John Carpenter                       | New Line Cinema        |        |
| Panda kaland Kínában                              | The Amazing Panda Adventure                                | Christopher Cain                     | Warner Bros.           |        |
| Panther, a fekete párduc                          | Panther                                                    | Mario Van Peebles                    | Gramercy Pictures      |        |
| Pár lépés a mennyország                           | A Walk in the Clouds                                       | Alfonso Arau                         | 20th Century Fox       |        |
| Pénzvonat                                         | Money Train                                                | Joseph Ruben                         | Sony Pictures          |        |
| A Perez család                                    | The Perez Family                                           | Mira Nair                            | Samuel Goldwyn Company |        |
| A pingvin és a csodakavics                        | The Pebble and the Penguin                                 | Don Bluth és Gary Goldman            | Metro-Goldwyn-Mayer    |        |
| Pocahontas                                        | Pocahontas                                                 | Mike Gabriel és Eric Goldberg        | Buena Vista            |        |
| Power Rangers – Atomcsapat                        | Mighty Morphin Power Rangers: The Movie                    | Bryan Spicer                         | 20th Century Fox       |        |
| A préda                                           | The Hunted                                                 | J.F. Lawton                          | Universal Pictures     |        |
| Rejtekhely                                        | Hideaway                                                   | Brett Leonard                        | Sony Pictures          |        |
| A rettenthetetlen                                 | Braveheart                                                 | Mel Gibson                           | Paramount Pictures     |        |
| Rob Roy                                           | Rob Roy                                                    | Michael Caton-Jones                  | Metro-Goldwyn-Mayer    |        |
| Sabrina                                           | Sabrina                                                    | Sydney Pollack                       | Paramount Pictures     |        |
| Shop-show                                         | Mallrats                                                   | Kevin Smith                          | Gramercy Pictures      |        |
| Showgirls                                         | Showgirls                                                  | Paul Verhoeven                       | Metro-Goldwyn-Mayer    |        |
| SID 6.7 – A tökéletes gyilkos                     | Virtuosity                                                 | Brett Leonard                        | Paramount Pictures     |        |
| A skarlát betű                                    | The Scarlet Letter                                         | Roland Joffé                         | Buena Vista            |        |
| Spinédzserek                                      | Clueless                                                   | Amy Heckerling                       | Paramount Pictures     |        |
| Strange Days – A halál napja                      | Strange Days                                               | Kathryn Bigelow                      | 20th Century Fox       |        |
| Szabadítsátok ki Willyt! 2.                       | Free Willy 2: The Adventure Home                           | Dwight H. Little                     | Warner Bros.           |        |
| A szabadság ösvényein                             | Beyond Rangoon                                             | John Boorman                         | Sony Pictures          |        |
| Száguldó erőd                                     | Under Siege 2: Dark Territory                              | Geoff Murphy                         | Warner Bros.           |        |
| Szédült hétvége                                   | Home for the Holidays                                      | Jodie Foster                         | Paramount Pictures     |        |
| Szemtől szemben                                   | Heat                                                       | Michael Mann                         | Warner Bros.           |        |
| Szerelem a Fehér Házban                           | The American President                                     | Rob Reiner                           | Sony Pictures          |        |
| A szerelem színei                                 | How to Make an American Quilt                              | Jocelyn Moorhouse                    | Universal Pictures     |        |
| A szív hídjai                                     | The Bridges of Madison County                              | Clint Eastwood                       | Warner Bros.           |        |
| Szobatársak                                       | Roommates                                                  | Peter Yates                          | Buena Vista            |        |
| Szóbeszéd                                         | Something to Talk About                                    | Lasse Hallström                      | Warner Bros.           |        |
| Szóljatok a köpcösnek!                            | Get Shorty                                                 | Barry Sonnenfeld                     | Metro-Goldwyn-Mayer    |        |
| Szuperhekus kutyabőrben                           | Top Dog                                                    | Aaron Norris                         | Metro-Goldwyn-Mayer    |        |
|                                                   | Tales from the Hood                                        | Rusty Cundieff                       | Savoy Pictures         |        |
| Tank Girl                                         | Tank Girl                                                  | Rachel Talalay                       | Metro-Goldwyn-Mayer    |        |
| Tegnap és ma                                      | Now and Then                                               | Lesli Linka Glatter                  | New Line Cinema        |        |
| A terror gyermeke                                 | The Tie That Binds                                         | Wesley Strick                        | Buena Vista            |        |
| Tiszta játszma                                    | Fair Game                                                  | Andrew Sipes                         | Warner Bros.           |        |
| Tom és Huck                                       | Tom and Huck                                               | Peter Hewitt                         | Buena Vista            |        |
| Tommy Boy                                         | Tommy Boy                                                  | Peter Segal                          | Paramount Pictures     |        |
| A tó titka                                        | Magic in the Water                                         | Rick Stevenson                       | Sony Pictures          |        |
| Toy Story – Játékháború                           | Toy Story                                                  | John Lasseter                        | Buena Vista            |        |
| Tökéletes másolat                                 | Copycat                                                    | Jon Amiel                            | Warner Bros.           |        |
| Töketlenek                                        | National Lampoon’s Senior Trip                             | Kelly Makin                          | New Line Cinema        |        |
| Az utolsó esély                                   | Crimson Tide                                               | Tony Scott                           | Buena Vista            |        |
| Vad Bill                                          | Wild Bill                                                  | Walter Hill                          | Metro-Goldwyn-Mayer    |        |
| A vadon mélyén: Sárga kutya kalandjai             | Far From Home: The Adventures of Yellow Dog                | Phillip Borsos                       | 20th Century Fox       |        |
| Vámpír Brooklynban                                | Vampire in Brooklyn                                        | Wes Craven                           | Paramount Pictures     |        |
| Végre péntek                                      | Friday                                                     | F. Gary Gray                         | New Line Cinema        |        |
| Véndögség                                         | Houseguest                                                 | Randall Miller                       | Buena Vista            |        |
| Veszélyes kölykök                                 | Dangerous Minds                                            | John N. Smith                        | Buena Vista            |        |
| Vírus                                             | Outbreak                                                   | Wolfgang Petersen                    | Warner Bros.           |        |
| Viszlát család, viszlát szerelem!                 | Bye Bye, Love                                              | Sam Weisman                          | 20th Century Fox       |        |
|                                                   | The Walking Dead                                           | Preston A. Whitmore II               | Savoy Pictures         |        |
| Waterworld – Vízivilág                            | Waterworld                                                 | Kevin Reynolds                       | Universal Pictures     |        |
| Wong Foo, kösz mindent! – Julie Newmar            | To Wong Foo, Thanks Everyting! Julie Newmar                | Beeban Kidron                        | Universal Pictures     |        |

### További bemutatók
| Magyar cím                       | Eredeti cím                | Rendező                | [ 10 ] |
| -------------------------------- | -------------------------- | ---------------------- | ------ |
| Darkly Noon passiója             | The Passion of Darkly Noon | Philip Ridley          |        |
| Démonpofa                        | Rumpelstiltskin            | Mark Jones             |        |
| Az én családom                   | My Family                  | Gregory Nava           |        |
| Füst                             | Smoke                      | Wayne Wang             |        |
| A gyűlölet                       | La haine                   | Mathieu Kassovitz      |        |
| Ha eljön Lámpás Jack             | Jack-O                     | Steve Latshaw          |        |
| Halott ember                     | Dead Man                   | Jim Jarmusch           |        |
| Scanner Cop 2. – Volkin bosszúja | Scanner Cop II             | Steve Barnett          |        |
| Túl a felhőkön                   | Al di là delle nuvole      | Michelangelo Antonioni |        |

## Díjak, fesztiválok
- Oscar-díj
  - Film:Forrest Gump
  - Rendező: Robert Zemeckis – Forrest Gump
  - Férfi főszereplő: Tom Hanks – Forrest Gump
  - Női főszereplő: Jessica Lange – Blue Sky
  - Külföldi film: Csalóka napfény – Nyikita Mihalkov
- César-díjak 1995
  - Film: Les Roseaux sauvages, rendezte André Téchiné
  - Rendező: André Téchiné, Les Roseaux sauvages
  - Férfi főszereplő: Gérard Lanvin, Apám életére
  - Női főszereplő: Isabelle Adjani, Margó királyné
  - Külföldi film: Négy esküvő és egy temetés, rendezte Mike Newell
- 1995-ös cannes-i filmfesztivál
- Velencei Nemzetközi Filmfesztivál
  - Arany Oroszlán: A riksás fiú – Trán Anh Hung
  - Férfi főszereplő: Götz George – H, a hannoveri gyilkos
  - Női főszereplő: Sandrine Bonnaire és Isabelle Huppert – Szertartás
- Berlini Nemzetközi Filmfesztivál
  - Arany Medve: A csalétek – Bertrand Tavernier
  - Ezüst Medve: Füst – Wayne Wang
  - Rendező: Richard Linklater – Mielőtt felkel a Nap
  - Férfi főszereplő: Paul Newman – Senki bolondja
  - Női főszereplő: Josaphine Siao – Nyári hó
- 1995-ös Magyar Filmszemle

## Halálozások
- február 2. – Donald Pleasence, színész
- március 12. – Juanin Clay, színésznő
- március 16. – Albert Hackett, forgatókönyvíró
- április 4. – Priscilla Lane, színésznő
- április 14. – Burl Ives, színész, énekes
- április 24. – Sammy Jackson, színész
- április 25. – Ginger Rogers, színésznő
- május 16. – Lola Flores, spanyol színésznő
- május 18. – Elizabeth Montgomery, színésznő
- május 18. – Elisha Cook Jr, színész
- május 18. – Alexander Godunov, táncos, színész
- május 26. – Friz Freleng, animátor
- június 29. – Lana Turner, színésznő
- július 4. – Gábor Éva, színésznő
- augusztus 3. – Ida Lupino, színésznő, rendező
- október 17. – Zolnay Pál, filmrendező
- október 21. – Maxene Andrews
- október 22. – Mary Wickes, színésznő
- október 25. – Viveca Lindfors, színésznő
- november 21. – Peter Grant, színész
- november 23. – Louis Malle, rendező
- november 24. – Jeffrey Lynn, színész
- december 9. – Vivian Blaine, színésznő
- december 22. – Butterfly McQueen, színésznő
- december 25. – Dean Martin, énekes, színész